# 岡崎賢
岡崎 賢（おかざき まさる、1944年10月14日 - ）は、日本の経営者。日立電線元副社長である。

## 経歴・人物
1944年の生まれ。山口県の出身である。1967年3月に山口大学経済学部を卒業。同年4月に日立電線に入社。1997年6月に同社経理部長、2001年6月に同社取締役、2003年4月に同社常務取締役、同年6月に同社常務及び取締役、2003年7月に同社ビジネスサポート本部長、2005年4月に同社執行役専務を歴任した。2007年4月に同社代表取締役副社長 兼 取締役となる。

## 業績
超硬工具の主要原料であるタングステンの確保の為に、2006年前半からオーストリアのタングステン精製メーカーから中間原料の三酸化タングステンの供給を開始した。